# Patai Anna
Patai Anna (Budapest, 1999. augusztus 26. –) magyar színésznő, énekesnő.

## Életpályája
2010-ben a Megasztár zenei tehetségkutató műsor révén vált országszerte ismertté. A fináléban Eric Gast-től (Britney Spears producerétől) nem mindennapi ajándékot kapott, Britney első platina lemezének (Oops!… I Did It Again) eredeti példányát, melynek hátoldalán mindketten kifejezték elismerésüket. A producer rengeteg hasonlóságot vélt felfedezni a fiatal Britney és közte.
A televíziós műsor után indult be igazán a karrierje: sorra kapta a színházi felkéréseket és jelentek meg saját dalai, videóklipjei, majd 2012-ben megjelent róla egy könyv Patai Anna - Álmok útján címmel, egy elbeszélés a felfedezése után történtekről, amelyet Gregori Erzsébet írt. Patai Anna példaképei közt emleget híres énekeseket: Christina Aguilera, Adele, Michael Jackson.
2014-ben részt vett egy Japánban rendezett nemzetközi énekversenyben, ahol 20 versenyző közül 2. helyezést ért el. 2015-ben ismét indulhatott, és akkor már megnyerte a versenyt.
2016-ban Colors című száma bekerült az Eurovíziós Dalfesztivál magyar versenyének elődöntőjébe. 2016 nyarán jelent meg első albuma Szívemből címmel, amelyen összesen hét dal kapott helyet.
2023. szeptember 16-án házasságot kötött párjával, Pallus Bencével, 2024. szeptember 3-án megszületett első gyermekük, Bence.

## Dalok
- Pár nap még nem a világ (2010) (Dobrády Ákossal)
- Küldd el a mosolyod (2011)
- Nincs határ (2012)
- Ha fiatal a szíved (2013)
- Szemembe néz (2013)
- Kis butám (2013)
- Sosem volt (2014)
- Ha fiatal a szíved (2014)
- Jogom van szeretni (2015)
- Colors (2016)
- Shake it (2016)
- Szívemből (2017)
- Leszek én a nyár (2018)
- Te vagy a város  (2019)

## Színházi szerepei
- Bőrönd mese
- Egy nyári éj mosolya
- Mary Poppins
- Macskafogó
- Barbara
- Koppányi Aga testamentuma

## Róla szóló könyv
- Gregori Erzsébet: Patai Anna – Álmok útján, Budapest, 2012. ISBN 9789630854122